# Вілла-Міноццо
Вілла-Міноццо (італ. Villa Minozzo) — муніципалітет в Італії, у регіоні Емілія-Романья,  провінція Реджо-Емілія.
Вілла-Міноццо розташована на відстані близько 330 км на північний захід від Рима, 75 км на захід від Болоньї, 40 км на південь від Реджо-нелль'Емілії.
Населення — 3787 осіб (2014).
Щорічний фестиваль відбувається 15 липня. Покровитель — Santi Giuditta e Quirico.

## Демографія
Населення за роками:

Станом на 1 січня 2023 року в муніципалітеті офіційно проживали 332 іноземці з 34 країн, серед них 54 громадяни країн Євросоюзу та 20 громадян України.

## Сусідні муніципалітети
- Бузана
- Карпінеті
- Кастельново-не'-Монті
- Кастільйоне-ді-Гарфаньяна
- Фрассіноро
- Лігонкьо
- Монтефйорино
- Сіллано-Джункуньяно
- Тоано
- Вілла-Коллемандіна